# 星野真里
星野真里（1981年7月27日—）本名叫星野真理，是一位日本女演员和歌手。

## 生平
1981年出生在日本埼玉县上福冈市，家里五个孩子排老三。毕业于青山学院大学。在《3年B组金八先生》 中有过表演，1999年将本名和艺名改为现在的名字。2011年9月和TBS电视台主播高野贵裕结婚，2015年7月15日在东京都内生下一个女儿。